# Hall of Fame des kanadischen Sports

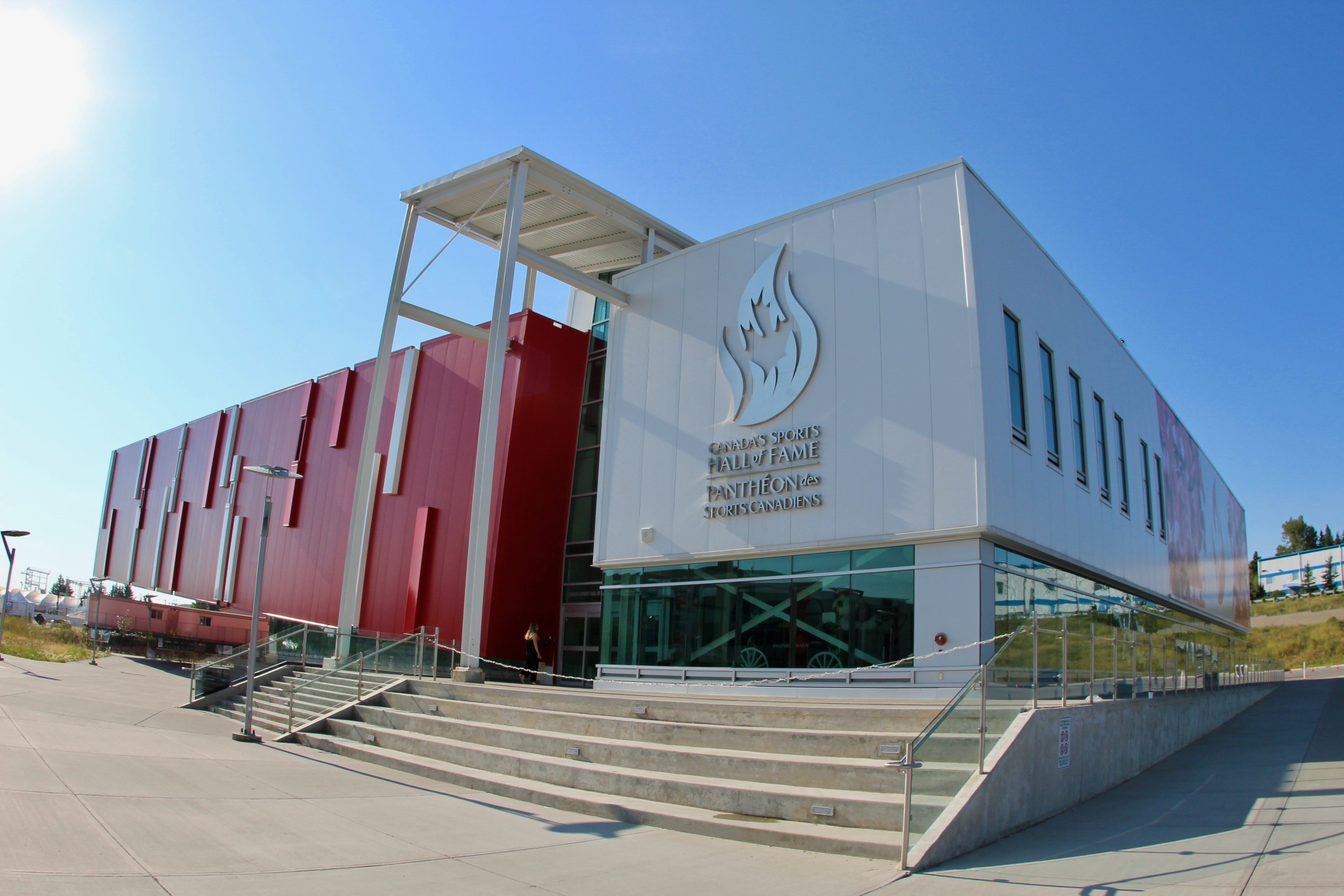
Hall of Fame des kanadischen Sports

Die Hall of Fame des kanadischen Sports (Canada's Sports Hall of Fame) ist eine Stätte zur Ehrung kanadischer Sportler. Sie befindet sich im Canada Olympic Park der kanadischen Millionenstadt Calgary.

## Geschichte
Die Hall of Fame wurde im Jahr 1955 in Toronto gegründet, um die Aufzeichnungen der Leistungen kanadischer Sportler zu sichern. 2008 wurde beschlossen, dass die Hall of Fame nach Calgary umsiedelt. Dort wurde sie am Canada Day des Jahres 2011 eröffnet. 2016 zählte die Hall of Fame 603 Sportler.

## Einträge in der Hall
| Name                               | Aufnahme      | Anmerkung |
| ---------------------------------- | ------------- | --- |
| Bob Abate                          | 1976          | |
| Bob Ackles                         | 2010          | |
| Jack Adams                         | 1975          | |
| Jeff Adams                         | 2018          | |
| Damon Allen                        | 2018          | |
| Frank Amyot                        | 1955          | |
| Doug Anakin                        | 1964          | |
| George Anderson                    | 1973          | |
| Syl Apps                           | 1975          | |
| Don Arnold                         | 1957          | |
| George Athans                      | 1974          | |
| Marcel Aubut                       | 1999          | |
| Susan Auch                         | 2015          | |
| Donovan Bailey                     | 2004          | |
| Dan Bain                           | 1971          | |
| Mary “Bonnie” Baker                | 2018          | |
| Norm Baker                         | 1955          | |
| Al Balding                         | 1969          | |
| Matt Baldwin                       | 1973          | |
| James Ball                         | 1959          | |
| Norval Baptie                      | 1963          | |
| John Barrett                       | 2021          | Athlet der Special Olympics |
| Earl Bascom                        | 2015          | |
| Carling Bassett-Seguso             | 2001          | |
| Harry Batstone                     | 1975          | |
| Father David Bauer                 | 1973          | |
| Steve Bauer                        | 2005          | |
| Alex Baumann                       | 1987          | |
| Robert Bédard                      | 1996          | |
| Myriam Bédard                      | 1998          | |
| George Beers                       | 1979          | |
| Paul Beeston                       | 2005          | |
| Frenchy Belanger                   | 1956          | |
| Jean Béliveau                      | 1975          | |
| Jane Bell                          | 1955          | |
| Marilyn Bell                       | 1958          | |
| Big Ben                            | 1996          | Springreiten, Pferd von Ian Millar |
| Guylaine Bernier                   | 2019          | |
| Sylvie Bernier                     | 1987          | |
| Alexandre Bilodeau                 | 2019          | |
| Jack Bionda                        | 1982          | |
| Richard Birch                      | 1973          | |
| Toe Blake                          | 1975          | |
| The Bluenose                       | 1955          | |
| Gilmour Boa                        | 1958          | |
| Martin Boland                      | 1977          | |
| Arnie Boldt                        | 1977          | |
| Phyllis Bomberry                   | 2023          | Softball |
| Mike Bossy                         | 2007          | |
| Frank Boucher                      | 1975          | |
| Gaétan Boucher                     | 1984          | |
| Jocelyne Bourassa                  | 2015          | |
| Colette Bourgonje                  | 2019          | |
| Ray Bourque                        | 2011          | |
| Norris Bowden                      | 1955          | |
| Johnny Bower                       | 1999          | |
| Scotty Bowman                      | 2004          | |
| Ab Box                             | 1975          | |
| Beverly Boys                       | 1979          | |
| Isabelle Brasseur                  | 1996          | |
| Jean-Luc Brassard                  | 2010          | |
| Joe Breen                          | 1975          | |
| Carl Brewer                        | 2002          | |
| Cal Bricker                        | 1956          | |
| Debbie Brill                       | 2024          | |
| Martin Brodeur                     | 2019          | |
| Lela Brooks                        | 1972          | |
| Eugene Brosseau                    | 1956          | |
| Lou Brouillard                     | 1955          | |
| George Brown                       | 1956          | |
| Kurt Browning                      | 1994          | |
| Caroline Brunet                    | 2009          | |
| Horst Bulau                        | 2014          | |
| Ellen Burka                        | 1996          | |
| Petra Burka                        | 1965          | |
| Sylvia Burka                       | 1977          | |
| Des Burke                          | 1972          | |
| Sarah Burke                        | 2014          | |
| George Burleigh                    | 2015          | |
| Tommy Burns                        | 1955          | |
| Larry Cain                         | 1997          | |
| Frank Calder                       | 2015          | |
| Jackie Callura                     | 1969          | |
| Michelle Cameron                   | 1991          | |
| Cassie Campbell                    | 2007          | |
| Clarence Campbell                  | 1975          | |
| Duncan Campbell                    | 2021          | Rollstuhl-Rugby |
| John Campbell                      | 2009          | |
| Hugh Campbell                      | 2009          | |
| Herb Carnegie                      | 2001          | |
| Ethel Catherwood                   | 1955          | |
| Angela Chalmers                    | 2024          | |
| Patrick Chan                       | 2024          | |
| Chatham Coloured All-Stars         | 2022          | Baseball-Team mit Wilfrid 'Boomer' Harding, Len Harding, Andy Harding, King Terrell, Clifford Olbey, Gouy Ladd, Ross Talbot, Don Tabron, Stanton Robbins, Hyle Robbins, Sagasta Harding, Earl 'Flat' Chase, Ferguson Jenkins Sr., Don Washington, Wellington 'Willie' Shaugnosh |
| George Chenier                     | 1971          | |
| William Cecil Christmas            | 2015          | |
| George Chuvalo                     | 1990          | |
| King Clancy                        | 1975          | |
| Dit Clapper                        | 1975          | |
| Michael “Pinball” Clemons          | 2016          | |
| Leslie Cliff                       | 1984          | |
| Betsy Clifford                     | 1970          | |
| Cyril Coaffee                      | 1956          | |
| Paul Coffey                        | 2015          | |
| Jim Coleman                        | 1985          | |
| Charlie Conacher                   | 1975          | |
| Lionel Conacher                    | 1955          | |
| Bill Cook                          | 1975          | |
| Myrtle Cook                        | 1955          | |
| Murray Costello                    | 2013          | |
| Gérard Côté                        | 1956          | |
| Kirby Cote                         | 2024          | |
| Johnny Coulon                      | 1955          | |
| Gary Cowan                         | 1967          | |
| Ernie Cox                          | 1975          | |
| Eric Coy                           | 1971          | |
| Ross B. Craig                      | 1975          | |
| Toller Cranston                    | 1977          | |
| Chandra Crawford                   | 2018          | |
| James Creighton                    | 2015          | |
| Dennis Croke                       | 1977          | |
| Bill Crothers                      | 1971          | |
| Norton Crow                        | 2015          | |
| Wes Cutler                         | 1975          | |
| Louis Cyr                          | 1955          | |
| Frances Dafoe                      | 1955          | |
| Jack Davies                        | 1978          | |
| Victor Davis                       | 1990          | |
| Sidney Dawes                       | 2015          | |
| Jim Day                            | 1968          | Springreiten |
| Alexander Decoteau                 | 2015          | |
| John DeGruchy                      | 1975          | |
| Victor Delamarre                   | 1973          | |
| Jack Delaney                       | 1955          | |
| Guylaine Demers                    | 2024          | |
| Jack Dennett                       | 1975          | |
| Dwayne De Rosario                  | 2022          | |
| Étienne Desmarteau                 | 1955          | |
| Alexandre Despatie                 | 2018          | |
| Phyllis Dewar                      | 1971          | |
| Glen Dexter                        | 1981          | |
| Walter D’Hondt                     | 1957          | |
| Marcel Dionne                      | 1997          | |
| George Dixon                       | 1955          | |
| Stephanie Dixon                    | 2017          | |
| Paul Dojack                        | 1995          | |
| Jack Donohue                       | 2004          | |
| David Dore                         | 2008          | |
| Clare Drake                        | 1989          | |
| Jerome Drayton                     | 1978          | |
| Gordie Drillon                     | 1989          | |
| Ken Dryden                         | 1984          | |
| George Duggan                      | 1962          | |
| Don Duguid                         | 1991          | |
| Milt Dunnell                       | 1991          | |
| Yvon Durelle                       | 1975          | |
| Bill Durnan                        | 1986          | |
| Carol Ann Duthie                   | 2015          | |
| George Duthie                      | 1969          | |
| Alfred “Cam” Ecclestone            | 2015          | |
| Michael Edgson                     | 2015          | |
| Edmonton Grads                     | 2017          | Helen Northup Alexander, Betty Ross Bellamy, Betty Bawden Bowen, Evelyn Coulson Cameron, Doris Neale Chapman, Helen McIntosh Davidson, Mary Dunn Dickson, Gladys Fry Douglas, Sophie Brown Drake, Harriett „Hattie“ Hopkins, Margaret Kinney Howes, Marguerite Bailey Jacobs, Daisy Johnson, Abbie Scott Kennedy, Muriel “Babe” Daniel Loughlin, Kay MacRitchie MacBeth, Noella “Babe” Belanger MacLean, Jessie Innes Maloney, Mabel Munton McCoy, Joan Johnston McEwen, Nellie Perry McIntosh, Connie Smith McIntyre, Frances Gordon Mills, Elizabeth Elrick Murray, Jean Williamson Quilley, Winnie Gallen Reid, Elsie Bennie Robson, Dot Johnson Sherlock, Kate MacRae Shore, Etta Dann Sonderberg, Helen Stone Stewart, Edith Stone Sutton, Winnie Martin Tait, Margaret MacBurney Vasheresse, Eleanor Mountifield Vogelsong, Mae Brown Webb, Mildred McCormack Wilkie |
| Phil Edwards                       | 1997          | |
| Jan Eisenhardt                     | 2015          | |
| Lloyd Eisler                       | 1996          | |
| James Elder                        | 1968          | Springreiten |
| Eddie Emerson                      | 1975          | |
| John Emery                         | 1964          | |
| Victor Emery                       | 1964          | |
| Johnny Esaw                        | 1991          | |
| Phil Esposito                      | 1989          | |
| Walter Ewing                       | 1958          | |
| 4 × 100-m-Staffel Olympia 1996     | 2008          | Donovan Bailey, Robert Esmie, Glenroy Gilbert, Bruny Surin, Carlton Chambers |
| Édouard Fabre                      | 1964          | |
| Bernie Faloney                     | 1999          | |
| Cap Fear                           | 1975          | |
| Randy Ferbey                       | 2023          | Curling |
| Elmer Ferguson                     | 1968          | |
| Hervé Filion                       | 1969          | |
| Howard Firby                       | 1979          | |
| Sharon Anne Firth                  | 2015          | |
| Shirley Firth                      | 2015          | |
| Hugh Fisher                        | 2000          | |
| Billy Fitzgerald                   | 1961          | |
| Pat Fletcher                       | 1975          | |
| Doug Flutie                        | 2007          | |
| Hans Fogh                          | 1985          | |
| Craig Forrest                      | 2015          | |
| Dorothy M. Forsyth                 | 1975          | |
| Sylvie Fortier                     | 1977          | |
| Red Foster                         | 1984          | |
| Terry Fox                          | 1981          | |
| Sylvie Fréchette                   | 1999          | |
| Tim Frick                          | 2014          | |
| Lori Fung                          | 2004          | |
| Tony Gabriel                       | 1985          | |
| Bob Gainey                         | 1995          | |
| Lawrence “Larry” Gains             | 2015          | |
| Marc Gagnon                        | 2008          | |
| Sheldon Galbraith                  | 1980          | |
| Hugh Gall                          | 1975          | |
| Danny Gallivan                     | 1989          | |
| Nancy Garapick                     | 2008          | |
| Charlie Gardiner                   | 1975          | |
| George Gate                        | 1983          | |
| Jake Gaudaur Jr.                   | 1990          | |
| Jake Gaudaur Sr.                   | 1956          | |
| Sonja Gaudet                       | 2021          | Rollstuhl-Curling |
| Tom Gayford                        | 1968          | Springreiten |
| George Genereux                    | 1955          | |
| Bernie Geoffrion                   | 1994          | |
| Eddie Gerard                       | 1975          | |
| Alexandrine Gibb                   | 2015          | |
| George „Mooney“ Gibson             | 1958          | |
| Nicolas Gill                       | 2015          | |
| Pat Gillick                        | 2008          | |
| Tony Golab                         | 1975          | |
| Robert John Goldham                | 2015          | |
| Avelino Gomez                      | 1990          | |
| Charles Gorman                     | 1955          | |
| George Goulding                    | 1955          | |
| Geoff Gowan                        | 2002          | |
| Danielle Goyette                   | 2015          | |
| Laurie Graham                      | 1993          | |
| Gerard Gratton                     | 2015          | |
| George Gray                        | 1973          | |
| Nancy Greene                       | 1967          | |
| Cecil Grenier                      | 2015          | |
| Jean Grenier                       | 1992          | |
| Wayne Gretzky                      | 2000          | |
| Harry Griffith                     | 1975          | |
| George Gross                       | 2005          | |
| Phyllis Griffiths                  | 2015          | |
| Jack Guest                         | 1955          | |
| Horace „Lefty“ Gwynne              | 1955          | |
| Glenn Hall                         | 1993          | |
| Sydney Halter                      | 1975          | |
| Jack Hamilton                      | 1972          | |
| Ned Hanlan                         | 1955          | |
| Rick Hansen                        | 2006          | |
| Fritz Hanson                       | 1987          | |
| Curt Harnett                       | 2005          | |
| Barney Hartman                     | 1980          | |
| Doug Harvey                        | 1975          | |
| Pierre Harvey                      | 2014          | |
| Sandy Hawley                       | 1998          | |
| Frank Hayden                       | 2016          | |
| Robert Hayward                     | 1960          | |
| Geraldine Heaney                   | 2014          | |
| Frederick James Heather            | 2015          | |
| Kathleen Heddle                    | 1997          | |
| Jayna Hefford                      | 2019          | |
| Anne Heggtveit                     | 1960          | |
| Jennifer Heil                      | 2015          | |
| Paul Henderson                     | 1995          | |
| Doug Hepburn                       | 1955          | |
| Foster Hewitt                      | 1975          | |
| Hickstead                          | 2024          | Pferd von Eric Lamaze |
| Robina Higgins                     | 2015          | |
| Ike Hildebrand                     | 1985          | |
| John Hiller                        | 1999          | |
| George Hodgson                     | 1955          | |
| Abby Hoffman                       | 2004          | |
| Susan Holloway                     | 2016          | |
| Charmaine Hooper                   | 2012          | |
| Waneek Horn-Miller                 | 2019          | |
| Tim Horton                         | 2002          | |
| Barbara Howard                     | 2015          | |
| Kid Howard                         | 1972          | |
| Russ Howard                        | 2013          | |
| Gordie Howe                        | 1975          | |
| Clara Hughes                       | 2010          | |
| Bobby Hull                         | 1988          | |
| George Hungerford                  | 1964          | |
| Bill Hunter                        | 2001          | |
| Jules Huot                         | 1978          | |
| Ralph Hutton                       | 1977          | |
| Carol Huynh                        | 2017          | |
| Dick Irvin                         | 1975          | |
| Bill Isaacs                        | 2015          | |
| Robert Isbister Sr.                | 1975          | |
| Daniel Igali                       | 2007          | |
| Sam Jacks                          | 2007          | |
| Donald Jackson                     | 1962          | |
| Harvey „Busher“ Jackson            | 1975          | |
| Robert W. Jackson                  | 2017          | |
| Roger Jackson                      | 1964 und 2010 | |
| Russ Jackson                       | 1975          | |
| Angela James                       | 2009          | |
| Eddie James                        | 1975          | |
| Maria Jelinek                      | 1962          | |
| Otto Jelinek                       | 1962          | |
| Ferguson Jenkins                   | 1987          | |
| Harry Jerome                       | 1971          | |
| Aurèle Joliat                      | 1975          | |
| Colleen Jones                      | 2016          | |
| Andreas Josenhans                  | 1981          | |
| Gordon Juckes                      | 1981          | |
| Lorie Kane                         | 2021          | Golf |
| Joe Keeper                         | 2015          | |
| Vicki Keith                        | 2019          | |
| Leonard „Red“ Patrick Kelly        | 1975          | |
| Sheldon Kennedy                    | 2021          | |
| Judy Kent                          | 2021          | Funktionärin |
| David Keon                         | 2018          | |
| Bobby Kerr                         | 1955          | |
| Bruce Kidd                         | 1968          | |
| Peter Kirby                        | 1964          | |
| Sandra Kirby                       | 2018          | |
| Cindy Klassen                      | 2017          | |
| Walter Knox                        | 1955          | |
| George Knudson                     | 1969          | |
| Adam van Koeverden                 | 2022          | |
| Diane Konihowski                   | 2021          | |
| Kathy Kreiner                      | 1976          | |
| Joe Krol                           | 1975          | |
| Joseph Kryczka                     | 1990          | |
| Norman Kwong                       | 1975          | |
| Guy Lafleur                        | 1996          | |
| Patrick Lally                      | 1965          | |
| Newsy Lalonde                      | 1955          | |
| Eric Lamaze                        | 2021          | zusammen mit Hickstead |
| Nathalie Lambert                   | 2002          | |
| Ron Lancaster                      | 1985          | |
| Sam Langford                       | 1955          | |
| Silken Laumann                     | 1998          | |
| Jack Laviolette                    | 1960          | |
| Smirle Lawson                      | 1975          | |
| Marion Lay                         | 2012          | |
| Frank Leadley                      | 1975          | |
| René Lecavalier                    | 1994          | |
| Kerrin Lee-Gartner                 | 1995          | |
| Catriona LeMay Doan                | 2005          | |
| Mario Lemieux                      | 1998          | |
| Edward Lennie                      | 2022          | Traditioneller Sport der Arktik |
| Stan Leonard                       | 1964          | |
| Lucille Lessard                    | 1977          | |
| Jean-Louis Lévesque                | 1986          | |
| Lennox Lewis                       | 2008          | |
| Dorothy Lidstone                   | 1977          | |
| Ted Lindsay                        | 2002          | |
| J. Wilton Littlechild              | 2018          | |
| John Loaring                       | 2015          | |
| Don Loney                          | 1988          | |
| Tom Longboat                       | 1955          | |
| Johnny Longden                     | 1958          | |
| Lorne Loomer                       | 1957          | |
| Jocelyn Lovell                     | 1985          | |
| Pierre Lueders                     | 2012          | |
| Sammy Luftspring                   | 1985          | |
| Cliff Lumsdon                      | 1976          | |
| George Lyon                        | 1955          | |
| Oren Lyons                         | 2023          | Lacrosse |
| Irene MacDonald                    | 1981          | |
| Noel MacDonald                     | 1971          | |
| Hartland MacDougall                | 1976          | |
| Ada MacKenzie                      | 1955          | |
| Dan MacKinnon                      | 1957          | |
| Sandy MacMillan                    | 1981          | |
| Karen Magnussen                    | 1973          | |
| Frank Mahovlich                    | 1990          | |
| Joe Malone                         | 1975          | |
| Elizabeth Manley                   | 2015          | |
| Harry Manson                       | 2015          | |
| George Mara                        | 1993          | |
| Phil Marchildon                    | 1976          | |
| Wilbert Martel                     | 1962          | |
| Paul Martini                       | 1988          | |
| Charles Mayer                      | 1971          | |
| Marnie McBean                      | 1997          | |
| Harry McBrien                      | 1978          | |
| Daniel McCarthy                    | 1977          | |
| Denis McCarthy                     | 1977          | |
| Earl McCready                      | 1967          | |
| Jack McCullough                    | 1960          | |
| Lanny McDonald                     | 2017          | |
| Frank McGill                       | 1959          | |
| Manny McIntyre                     | 2015          | |
| Tim McIsaac                        | 2022          | Paraschwimmer |
| Archie McKinnon                    | 1957          | |
| Jimmy McLarnin                     | 1963          | |
| Samuel McLaughlin                  | 1963          | |
| Robert McLeod                      | 2015          | |
| Duncan McNaughton                  | 1963          | |
| Donald McPherson                   | 1963          | |
| Aileen Meagher                     | 2015          | |
| Marina van der Merwe               | 2015          | |
| Mark Messier                       | 2009          | |
| Johnny Miles                       | 1967          | |
| Ian Millar                         | 1996          | Springreiten |
| Miss Supertest III                 | 1960          | |
| Douglas H. Mitchell                | 2019          | |
| Ray Mitchell                       | 1973          | |
| Scott Moir                         | 2023          | |
| Percy Molson                       | 1975          | |
| Warren Moon                        | 2009          | |
| Howie Morenz                       | 1955          | |
| Alwyn Morris                       | 2000          | |
| Teddy Morris                       | 1975          | |
| Al Morrow                          | 2006          | |
| Lori-Ann Muenzer                   | 2015          | |
| Debbie Muir                        | 1995          | |
| Albert Murray                      | 2015          | |
| Athol Murray                       | 1972          | |
| Charlie Murray                     | 2015          | |
| Ken Murray                         | 1980          | |
| James Naismith                     | 1955          | |
| Hiroshi Nakamura                   | 2023          | |
| Steve Nash                         | 2021          | |
| Susan Nattrass                     | 1977          | |
| David Nedohin                      | 2023          | Curling |
| Andrea Neil                        | 2011          | |
| Alex Nelson                        | 2024          | |
| Daniel Nestor                      | 2024          | |
| Cindy Nicholas                     | 1993          | |
| Scott Niedermayer                  | 2012          | |
| Frank Nighbor                      | 1975          | |
| Moe Norman                         | 2006          | |
| Ron Northcott                      | 1970          | |
| Northern Dancer                    | 1965          | Pferderennen, Rennpferd |
| John Nugent                        | 1977          | |
| Andy O’Brien                       | 1980          | |
| Joe O’Brien                        | 1965          | |
| Bill O’Donnell                     | 1992          | |
| John O’Neill                       | 1966          | |
| Tip O’Neill                        | 1994          | |
| Willie O’Ree                       | 2021          | |
| Bobby Orr                          | 1982          | |
| Brian Orser                        | 1991          | |
| George Orton                       | 1977          | |
| Anne Ottenbrite                    | 1994          | |
| Gerald Ouellette                   | 1957          | |
| Jean-Guy Ouellet                   | 2013          | |
| Percy Page                         | 1955          | |
| Paris Crew                         | 1956          | Robert Fulton, Samuel Hutton, George Price, Elija Ross |
| Jackie Parker                      | 1987          | |
| Tom Pashby                         | 2000          | |
| Lui Passaglia                      | 2011          | |
| Frank Patrick                      | 1975          | |
| Lester Patrick                     | 1975          | |
| Robert Paul                        | 1957          | |
| Bobby Pearce                       | 1975          | |
| Doug Peden                         | 1979          | |
| Torchy Peden                       | 1955          | |
| Danielle Peers                     | 2023          | Rollstuhl-Basketball |
| David Pelletier                    | 2012          | |
| Lloyd Percival                     | 1976          | |
| Karen Percy                        | 1994          | |
| Annie Perreault                    | 2016          | |
| Gordon Perry                       | 1975          | |
| Norman Perry                       | 1975          | |
| Chantal Petitclerc                 | 2010          | |
| Scott Pfeifer                      | 2023          | Curling |
| Alfred Phillips                    | 2015          | |
| Robert Pirie                       | 2015          | |
| Jacques Plante                     | 1981          | |
| Steve Podborski                    | 1987          | |
| Sam Pollock                        | 1982          | |
| Bobby Porter                       | 1969          | |
| Derek Porter                       | 2012          | |
| Sandra Post                        | 1988          | |
| Denis Potvin                       | 2001          | |
| Richard Pound                      | 2011          | |
| Robert Branks Powell               | 2015          | |
| Walter Power                       | 1977          | |
| Jonathon Power                     | 2006          | |
| Gaylord Powless                    | 2017          | |
| Ross Powless                       | 2021          | Lacrosse |
| Gerald Presley                     | 1965          | |
| Preston Rivulettes                 | 2022          | Eishockey-Team mit Eleanor 'Nellie' Ranscombe, Grace 'Toddy' Webb, Margaret Gabbitass (Tipper), Helen Schmuck, Marm Schmuck, Hilda Ranscombe, Pat Marriott, Winnie Makcrow, Sheila Lahey, Helen Sault (Carter), Violet Hall, Ruth Dargel (Collins), Elvis Williams, Norma Hipel (Jacques), Gladys Marguerite Hawkins (Pitcher), Dot Raffey, M. Neath, P. Soehner, Fay Hilborn, Eleanor Fairgrieves, Midge Robertson, Myrtle Parr, Marie Beilstein |
| Harry Price                        | 1970          | |
| Joe Primeau                        | 1975          | |
| John Primrose                      | 1977          | |
| Harvey Pulford                     | 2015          | |
| Jack Purcell                       | 1955          | |
| Silver Quilty                      | 1975          | |
| Pat Ramage                         | 1984          | |
| Robert “Scotty” Rankine            | 2015          | |
| Hilda Ranscombe                    | 2015          | |
| Claude Raymond                     | 2005          | |
| Harold Rea                         | 1976          | |
| Frank Read                         | 2015          | |
| Ken Read                           | 1986          | |
| George Reed                        | 1984          | |
| Gareth Rees                        | 2014          | |
| Ted Reeve                          | 1959          | |
| Peter Reid                         | 2011          | |
| Henri Richard                      | 1992          | |
| Maurice Richard                    | 1975          | |
| Eileen Whalley Richards            | 2015          | |
| Richardson Curling Team            | 1968          | Arnold Richardson, Ernie Richardson, Garnet Richardson, Wes Richardson |
| Con Riley                          | 1974          | |
| Al Ritchie                         | 1964          | |
| Winnie Roach-Leuszler              | 2015          | |
| Bruce Robertson                    | 1977          | |
| Blondie Robinson                   | 1971          | |
| Larry Robinson                     | 2004          | |
| Melville Marks Robinson            | 2015          | |
| Fred Robson                        | 1971          | |
| Marcel Rocque                      | 2023          | Curling |
| Douglas Rogers                     | 1977          | |
| Shotty Rogers                      | 1973          | |
| Bobbie Rosenfeld                   | 1955          | Olympiasiegerin Leichtathletik 1928 4-mal-100-Meter-Staffel |
| Art Ross                           | 1975          | |
| William James Roué                 | 1955          | |
| Paul Rowe                          | 1975          | |
| Ruder-Vierer Frauen Olympia 1988   | 2013          | Kirsten Barnes, Brenda Taylor, Jessica Monroe, Kay Worthington, Jennifer Walinga |
| Patrick Roy                        | 2010          | |
| Louis Rubenstein                   | 1955          | Eiskunstläufer und Funktionär in zahlreichen Sportverbänden |
| Jeff Russell                       | 1975          | |
| Joe Ryan                           | 1975          | |
| Thomas F. Ryan                     | 1971          | |
| Gus Ryder                          | 1963          | |
| Emile St. Godard                   | 1956          | |
| Jamie Salé                         | 2012          | |
| Joe Sakic                          | 2013          | |
| Claude Saunders                    | 1982          | |
| Julie Sauvé                        | 2006          | |
| Terry Sawchuk                      | 1975          | |
| Milt Schmidt                       | 1975          | |
| Schmirler Curling Team             | 2000          | Jan Betker, Marcia Gudereit, Joan McCusker, Sandra Schmirler |
| Bert Schneider                     | 1975          | |
| Louis Scholes                      | 1955          | |
| Barbara Ann Scott                  | 1955          | |
| Beckie Scott                       | 2007          | |
| Doc Seaman                         | 2012          | |
| Bob Secord                         | 1993          | |
| Frank J. Selke                     | 1975          | |
| Peggy Seller                       | 1966          | |
| Frank Shaughnessy                  | 1974          | |
| Marjory Shedd                      | 1970          | Badminton |
| Bill Sherring                      | 1955          | |
| Kyle Shewfelt                      | 2010          | |
| Kathy Shields                      | 2014          | |
| Ken Shields                        | 2009          | |
| Eddie Shore                        | 1975          | |
| William Shuttleworth               | 2015          | |
| Ben Simpson                        | 1975          | |
| Bullet Joe Simpson                 |               | |
| William Simpson                    | 1971          | |
| Ethel Smith                        | 1955          | |
| Graham Smith                       | 1986          | |
| Tricia Smith                       | 2022          | |
| Herman Smith-Johannsen             | 1982          | |
| Conn Smythe                        | 1975          | |
| Ross Somerville                    | 1955          | |
| Gerry Sorensen                     | 1989          | |
| Henry Sotvedt                      | 2015          | |
| Ron Southern und Margaret Southern | 2006          | |
| Jim Speers                         | 1966          | |
| Dave Sprague                       | 1975          | |
| Frank Stack                        | 1974          | |
| Robert Steadward                   | 2007          | |
| Dave Steen                         | 1992          | |
| Nels Stewart                       | 1975          | |
| Ron Stewart                        | 1989          | |
| Bummer Stirling                    | 1975          | |
| Elvis Stojko                       | 2006          | |
| Red Storey                         | 1986          | |
| Georges St-Pierre                  | 2023          | |
| Marlene Streit                     | 1962          | |
| Hilda Strike                       | 1972          | |
| Annis Stukus                       | 1991          | |
| Jack Sullivan                      | 1983          | |
| Summit Series Hockey Team          | 2005          | Don Awrey, Red Berenson, Gary Bergman, Wayne Cashman, Bobby Clarke, Yvan Cournoyer, Ron Ellis, Tony Esposito, John Ferguson, Rod Gilbert, Brian Glennie, Bill Goldsworthy, Jocelyn Guèvremont, Vic Hadfield, Dennis Hull, Ed Johnston, Guy Lapointe, Peter Mahovlich, Richard Martin, Stan Mikita, Jean-Paul Parisé, Brad Park, Gilbert Perreault, Jean Ratelle, Mickey Redmond, Serge Savard, Harry Sinden, Pat Stapleton, Dale Tallon, Bill White |
| Vicky Sunohara                     | 2024          | |
| Alison Sydor                       | 2013          | |
| Elaine Tanner                      | 1971          | |
| Charles Tator                      | 2017          | |
| John Tavares                       | 2022          | Lacrosse |
| Cyclone Taylor                     | 1975          | |
| E. P. Taylor                       | 1974          | |
| Ron Taylor                         | 1993          | |
| Mark Tewksbury                     | 1995          | |
| Mary Rose Thacker                  | 2015          | |
| Linda Thom                         | 1992          | |
| Fred Thomas                        | 2024          | |
| Jim Thompson                       | 1960          | |
| Earl Thomson                       | 1955          | |
| Stanley Thompson                   | 2015          | |
| Cliff Thorburn                     | 2001          | |
| Brian Timmis                       | 1975          | |
| Andy Tommy                         | 1976          | |
| Cathy Townsend                     | 1977          | |
| Jim Trifunov                       | 1960          | |
| Bryan Trottier                     | 2016          | |
| Joe Tubman                         | 1975          | |
| Ron Turcotte                       | 1980          | |
| Dave Turner                        | 1955          | |
| Barbara Underhill                  | 1988          | |
| Helen Vanderburg                   | 1983          | |
| Maury Van Vliet                    | 1997          | |
| André Viger                        | 2013          | |
| Gilles Villeneuve                  | 1983          | |
| Jacques Villeneuve                 | 2010          | |
| Tessa Virtue                       | 2023          | |
| Barbara Wagner                     | 1957          | |
| Carolyn Waldo                      | 1991          | |
| Larry Walker                       | 2007          | |
| Nick Wall                          | 1979          | Pferderennen |
| Angus Walters                      | 1955          | |
| Dorothy Walton                     | 1961          | |
| Keith Waples                       | 1973          | |
| Ken Watson                         | 1969          | |
| Mike Weir                          | 2017          | |
| Hawley Welch                       | 1975          | |
| Nick Weslock                       | 1971          | |
| John Whalen                        | 1977          | |
| Lucille Wheeler                    | 1958          | |
| Denis Whitaker                     | 1990          | |
| Simon Whitfield                    | 2017          | |
| Elizabeth Whittal                  | 2015          | |
| Hayley Wickenheiser                | 2022          | |
| Brian Williams                     | 2022          | |
| Percy Williams                     | 1955          | |
| Bruce Wilson                       | 2000          | |
| Harold Wilson                      | 1975          | |
| Jean Wilson                        | 1955          | |
| Walter Windeyer                    | 1972          | |
| Pappy Wood                         | 1977          | |
| George Woolf                       | 1956          | Pferderennen |
| Lauren Woolstencroft               | 2011          | |
| Jim Worrall                        | 1987          | |
| Jeremy Wotherspoon                 | 2012          | |
| Harold Wright                      | 1987          | |
| Jack Wright                        | 1955          | |
| Joe Wright Jr.                     | 1955          | |
| Joe Wright Sr.                     | 1955          | |
| Rhona und Rhoda Wurtele            | 2015          | |
| George Young                       | 1955          | |
| Jim Young                          | 2002          | |
| Michael Young                      | 1965          | |
| Steve Yzerman                      | 2008          | |